# Katrin Borchert
Katrin Borchert, född den 11 april 1962 i Waren, Tyskland, är en tysk och därefter australisk kanotist.
Hon tog OS-silver på K-4 500 meter i samband med de olympiska kanottävlingarna 1992 i Barcelona.
Hon tog OS-brons på K-2 500 meter i samband med de olympiska kanottävlingarna 1996 i Atlanta.
Hon tog därefter OS-brons på K-1 500 meter i samband med de olympiska kanottävlingarna 2000 i Sydney.